# Vincent Azé
Vincent Azé, né le 7 mars 1971 à Toulouse, est un acteur français.

## Biographie
Né le 7 mars 1971 à Toulouse, Vincent Azé est un auteur et comédien, qu'on a l'habitude de voir essentiellement sur les planches de théâtre. Divorcé deux fois, il a deux enfants : Elisa et Valentin dont il parle dans son One-man-show : Mise à Jour. Côté cœur, entre 2021, et 2023 il a partagé la vie de l'actrice Rebecca Hampton.

### Auteur
Auteur prolifique, il écrit principalement pour les humoristes comme pour Smaïn dans les années 90 avec les spectacles Smaïn comme ça se prononce qui obtient le Molière du Meilleur One Man Show en 1997, En attendant le soleil et Mon dernier avant le prochain. En 2013 il participe à l'écriture de Jarry, Atypique qui révéla l'humoriste, acteur et animateur Jarry.
Dans les années 2000, il se consacre au Théâtre où sa première pièce écrite en solo On s'était dit Rendez-vous dans 10 ans ! mis en scène par Smaïn assisté de Maïwenn Le Besco se joue à guichet fermé au Théâtre Rive-Gauche. Repéré par Bruno Moynot de la troupe du Splendid, Le Grand Jour, autre comédie née de sa plume, sera mise en scène par Michèle Bernier au théâtre le Splendid.
À la télévision, il travaille pour les productions de Thierry Ardisson, Christophe Dechavanne. Il sera pour quelques prime time, la voix-off de Nagui sur France 2 pour l'émission Ça va être votre fête ou pour l'émission Y'en aura pour tout le monde.
Au cinéma, il coécrit avec Clément Michel et Sébastien Fechner La dream team réalisé par Thomas Sorriaux, sorti en 2016 avec Gérard Depardieu, Medi Sadoun, Chantal Lauby et Patrick Timsit.

### Comédien
En tant que comédien à la télévision, c'est surtout aux côtés de Cauet qu'il joue. C'est Pascal Bataille, alors coproducteur de l'émission, qui demande à ce qu'il soit à l'antenne. C'est ainsi que l'on verra Vincent Azé dans les trois dernières saisons de La méthode Cauet où il fait des sketches en compagnie de Cartman, Miko. Il joue également dans tous les primes de Cauet retourne la télé. En 2013, il rejoindra l'animateur Cauet sur NRJ12 dans l'émission Bienvenue chez Cauet où il interprète le rôle de « Phi-ippe » un personnage récurrent.
Au théâtre, il joue entre autres dans Cyrano 2 de Cédric Clodic et Michel Vignaud dans le rôle de Christian mis en scène par Pascal Légitimus, Droits de succession au Théâtre de Paris ou encore À vos souhaits mis en scène par Luq Hamett au théâtre du Gymnase au côté de Bernard Menez, dans une comédie de Pierre Chesnot.
Actuellement, il est sur scène partout en France avec le spectacle Francis de souche ?. Un seul-en-scène où il recherche les origines des Français du big-bang à aujourd'hui. Avec humour, il retrace toute l'histoire de France.

## Carrière

### Auteur

#### Cinéma Scénariste
- 2016 : La dream team, coécrit avec Sébastien Fechner, Clément Michel. Source Films.
- 2004 : On s'était dit rendez-vous dans 10 ans ! Tabb Production.
- 1999 : Droits de succession, coécrit avec Eric Delcourt. Metropolitan Films.

#### Télévision
- 2018 : La France a un incroyable talent, Freemantle M6.
- 2018 : Code promo, TSL. France 2.
- 2016 : Sébastien ..., Be aware fiction
- 2013-2015 : Peps, TF1. Programme court. Ango productions. (50 épisodes)
- 2012 : Les rois du rire, France 2. Carson prod.
- 2011: Les coulisses du show, France 2. Be Aware Tivi.
- 2011: On n'demande qu'à en rire, LES ZED.  France 2. TSL
- 2008 : Code barge, programme court. Créateur. TF1. Be Aware fiction.
- 2008 : Cauet retourne la télé 3, sketches. TF1. Be Aware Tivi.
- 2008 : Top 50, MCM Martange prod.
- 2007 : Cauet retourne la télé 2, sketches. TF1. Be Aware Tivi.
- 2006 : Muppet show, série. 10 épisodes. TF1. Disney Be Aware. Tivi.
- 2006 : Cauet retourne la télé, sketches. TF1. Be Aware Tivi.
- 2006 : Bande dehouf, France 2. Programme court.
- 2005 : Monstres en séries, dessin animé. TF1. Toonfactory/ Vivatoon.
- 2001 : Alors heureux ?, présenté par Frédéric Lopez. Caméra cachée. France 2.
- 2000 : Ça va faire mâle, présentée par Karine Lemarchand. Sketches. France 2. JLA.
- 1998 : Combien ça coûte ?, Caméra Cachée. TF1. Coyote Conseil.

#### Radio
- 2013-2014 : Mdr. Morning rire et chansons, Rire et Chansons.
- 2013-2014 : La Morinade, rubriques avec Jarry / Raphaël Pottier. Le Mouv'.
- 2003 : Bob, Isa et martin, sketches. Morning Fun Radio.
- 1998 : Festival Robles, NRJ.

#### Théâtre
- 2023 : Une envie de fraise. Mise en scène Elza Pontonnier.
- 2022 : Tout va bien se passer ! coécrit avec Alil Vardar. Mise en scène Alil Vardar. Théâtre de La Grande Comédie.
- 2021 : Feignasse hyper active2
- 2021 : Comment je suis devenu.e Hétéro
- 2020 : Francis de Souche ?, coécrit avec Jérôme Barou.
- 2020 : Michael Jackson et moi, coécrit avec Jérôme Barou.
- 2020 : Back to the feed back, coécrit avec Stéphane Moriou.
- 2019 : Douce France, au Théâtre Lulu Sur la coline. Lyon
- 2019 : Fibs, coécrit avec Fabienne Tendille. M.e.s Marie Rollet. En tournée.
- 2019 : L'escrocœur, coécrit avec Dana Blum. En tournée.
- 2018 : Ma dernière nuit d'amour.
- 2018 : Incontrolable, coécrit avec Denis Mickaël et William Yag. L'Alhambra.
- 2017 : Radio bonheur, coécrit avec Raphael Pottier. Comédie Musicale. Broome Prod.
- 2017 : Jean-Yves Lafesse pour de vrai, mise en scène Luq Hamet.
- 2017 : Bouquet final [6], écrit avec Raphaël Pottier. Comédie Caumartin. Mise en scène O. Macé.
- 2017 : Tinder surprise, théâtre Edgar.
- 2016 : Code de la drague, coécrit avec Vanessa Kayo.
- 2016 : La reine du coaching, coécrit avec Dana Blum.
- 2015 : Boum, coécrit avec Raphaël Pottier.
- 2014-2018 : Adopte un Jules.com, sous le nom de Elisa Valentin.
- 2014-2018 : En cloque de Jules.com [7], coécrit avec Raphaël Pottier.
- 2015 : Feignasse hyperactive, coécrit avec Vanessa Kayo et Gaël Rossy.
- 2013-2018 : Jarry atypique, coécrit avec Jarry, Choquet, Pottier Théâtre Trévise / Olympia.
- 2013-2018 : Vous avez bercé mon enfance, coécrit avec Jacky Jackubowicz et Raphaël Pottier. JLA Productions.
- 2013-2018 : La quête du Survivor Titanic, comédie pour ados. Espace Jemmapes.
- 2013 : Mise à jour, Instinct Théâtre. 1er prix du festival F. Raynaud / Montreux Comedy Club. Printemps du rire.
- 2012 : Vincent Azé est vintage, Théâtre de Dix Heures. (Pottier/Piquet-Gauthier).
- 2012 : Bouquet final, coécrit avec Raphaël Pottier. Edition Art & Comédie.
- 2011 : Sweet Candy's club, show Musical. Oh! 20ème.
- 2010 : Le grand jour, mise en scène Michèle Bernier & Morgan Spillemaecker. Au théâtre du Splendid. Diffusion sur Paris Première.
- 2010 : Chacun sa place !, coécrit avec Fabrice Tosoni.
- 2009 : Mon dernier avant le prochain !, (Best of Smaïn) Au Théâtre du Gymnase.
- 2007 : Plus on est de fous, revue musicale. Salle des concerts Le Mans
- 2006 : Love coach, coécrit avec Izabelle Laporte. Mise en scène Eric Henon. Au théâtre du Splendid.
- 2005 : Rebelotte, coécrit avec Smaïn et Jeff Didelot. Mise en scène Gérard Pullicino. Au théâtre du Gymnase.
- 2005 : En pleine forme, coécrit avec Izabelle Laporte. Mise en scène Eric Henon. Au théâtre La Grande Comédie.
- 2002 : On s'était dit rendez-vous dans 10 ans !, Mise en scène Smaïn. Au théâtre Rive gauche.
- 1999 : Momo, coécrit avec Eric Delcourt et Pierre Aucaigne. Mise en scène  Bob Decout. Au Théâtre Trévise.
- 1998 : Droits de succession, coécrit avec Eric Delcourt. Mise en scène Thierry Nicolas.  Au petit Théâtre de Paris / Café de la Gare / Bobino.
- 1997 : Smaïn comme ça se prononce, coécrit avec Smaïn et Jeff Didelot. Au théâtre de Paris et au Casino de Paris. Molière du meilleur One Man show.

#### Café Théâtre
- 2008 : One shot T.V. show, Oh 20e ! Théâtre
- 1996-2000 : Les soirées TBH, sketches et feuilletons. 5 saisons. Oh20ème ! Théâtre.
- 1994-1995 : Izabelle et la bête, coécrit avec Izabelle Laporte & Eric Delcourt. Sketches.

#### Livres
- 2020 : Francis de souche ?, autoédition
- 2019 : Desesperate Housedad, guide de survie du papa solo.  Edition Leduc.s.[8]
- 2016 : Adopte un Jules.com, aux éditions du Cherche Midi, pseudo Elisa Valentin.
- 2012 : Bouquet final !, aux éditions Art & Comédie.
- 2004 : On s'était dit rendez-vous dans 10 ans, aux éditions Art & Comédie.

### Comédien

#### Cinéma / Téléfilms
- 2018 : La femme docteur !, film de Jean-Pierre Mocky | France Télévision
- 2017 : Votez pour moi, film de Jean-Pierre Mocky | Rôle : Zahri
- 2016 : Plus belle la vie, Si Noël m'était conté | Rôle : Marcel Marci, le père de Roland | France 3
- 2011 : Le bistrot du coin, film de Charles Nemes | Rôle : Sergueï
- 2005 : Vérité oblige, téléfilm de Dominique Ladoge | Rôle : Docteur Vincent | TF1
- 2004 : Le carton, film de Charles Nemes | Rôle : José
- 2004 : Tout va bien, c'est Noël !, téléfilm de Laurent Dussaux | Rôle : Fabrice | TF1

#### Télévision
- 2020 : Surprises sur prises, France 2
- 2016 : Nos chers voisins, TF1 | Ango
- 2015 : La grande soirée des parodies, TF1 | Arthur
- 2015 : Mission plue-value, NRJ 12 | Valérie Damidot
- 2012-2013 : Bienvenue chez Cauet, NRJ 12 | Saison 2.
- 2012-2013 : VDM, la série | NT1
- 2011 : Tout le monde il est beau, Canal +
- 2011 : On n'demande qu'à en rire, Les ZED | Saison 1 | France 2
- 2010 : Mes parents vont t'adorer, NRJ 12
- 2008 : La méthode Cauet, comédien
- 2008 : Cauet retourne la télé 3, comédien
- 2007 : Cauet retourne la télé 2, comédien
- 2007 : La méthode Cauet, comédien | TF1
- 2006 : Cauet retourne la télé, comédien | TF1
- 2006 : La méthode Cauet, comédien | TF1
- 2001 : Alors heureux, présenté par Frédéric Lopez | Caméra cachée | France 2
- 2000 : Ça va faire mal(e), présenté par Karine Lemarchand | Sketches | France 2
- 2000 : Combien ça coûte, présenté par Jean-Pierre Pernaut | Caméras cachées | TF1

#### Théâtre
- 2022 : Les femmes ont toujours raison, les hommes n'ont jamais tort. De Sophie Depooter et Sacha Judaszko.
- 2021-2022 : Francis de souche ? Histoire d'en rire, de Vincent Azé & Jérôme Barou.
- 2017-2019 : Libéré(e), divorcé(e), de Sophie Depooter & Sacha Judaszko.
- 2016-2019 : À vos souhaits, Théâtre du Gymnase |  Mise en scène Luq Hamett.
- 2016-2017 : Tinder surprise, tournée.
- 2015-2016 : Scoop[7], Théâtre Montmartre Galabru & tournée.
- 2014-2016 : Envie de fraise, passage vers les étoiles & tournée.
- 2013-2016 : Mise à jour, One Man | Paris & Tournée.
- 2012 : Vincent Azé est vintage, Théâtre de dix heures & tournée.
- 2012 : La guerre des sexes, tournée.
- 2012 : Mars et Vénus, tournée.
- 2012 : Les zexperts, tournée.
- 2011 : Juste pour rire, Bataclan | Mise en scène : Etienne De Balasy.
- 2011 : Les zexperts, Qui a tué le cadavre mort | Olivier Maille.
- 2010 : Le grand jour, V. Azé | Splendid | Mise en scène : Michèle Bernier / Morgan Spillemaecker.
- 2008-2009 : Pas nés sous la même étoile, Alil Vardar | Comédie République.
- 2007 : Le p'tit trésor, Jean-Yves Rogale | Steevy Boulay | Princess Erika | Rôle Chris | La Grande Comédie.
- 2006 : Un gars, deux garces, Alil Vardar | Rôle : Jérôme | La grande Comédie.
- 2005 : Les invisibles, Delphine Guilloneau et Patrick Alluin | Rôle : Albator | Théâtre Mélo d'Amélie | Mise en scène : Eric Henon.
- 2005 : Célibataires.fr, Alil Vardar | Rôle : Michel | Festival d'Avignon.
- 2004-2003 : Cyrano 2, Cédric Clodic et Michel Vignaud | Rôle : Christian | Théâtre du Splendid. Théâtre Le Mery. Mise en scène de Pascal Légitimus.
- 2002-2001 : On s'était dit rendez-vous dans 10 ans, de V. Azé | Rôle : Frédo | Théâtre rive Gauche. Mise en scène de Smaïn.
- 1999 : Droits de succession, de V.Azé & E. Delcourt | Rôle : Camille Garcia | Petit théâtre de Paris et Café de la Gare | Mise en scène de Thierry Nicolas.
- 1996-2001 : Les soirées T.B.H., collectif  | Salle Oh !20ème.
- 1997 : Amour et chipolatas, de Jean-Luc Lemoine | Rôle : Hugo | Théâtre Oh 20ème! Point-Virgule.
- 1997 : Quand la Chine téléphonera, de Patricia Levrey | Rôle : Batavia | Chocolat Théâtre. Gymnase. 1996 | Mise en scène de Jean-Jacques Devaux.
- 1994 : Antinéa, de Jérôme L'Hotsky et de Dominique Cottin | Berry-Zébre et au Théâtre du Montorgueuil 1992.
- 1990-1993 : F.I.E.A.L.D., collectif. Café de la gare.

#### Court-métrage
- 2005 : Les refaisages, de Fouad Benhamou et Jérôme Génnevrey.
- 2005 : La femme dans la chambre, Damien Maric | d'après une nouvelle de Stephen King.
- 2005 : 666, de Julien Lefèvre.
- 2004 : Chef kiwi, de Stéphane Guichard.

#### Radio
- 2014-2015 : Le morning du rire, Rire et chansons.
- 2002-2003 : Bob Isan Martin, Fun radio | Sitcoms + rubriques.
- 1999/2001 : Festival Roblès, NRJ | Sketches.

#### Voix/Doublage
- 2021 : Guernica, voix Picasso | France 2.
- 2015 : Adopte un Jules.com, comédie République.
- 2011 : Connaissez-vous bien la France, voix-Off | France 3.
- 2006 : Y'en aura pour tout le monde, présenté par Nagui | Voix Off | France 2.
- 2005/04 : Ça va être votre fête, présenté par Nagui | Voix-Off | France 2.
- 2004 : Petit vampire, de Joann Sfar | France 3 | Rôle : Ophtalmo, Chat Lomon.
- 2003 : Les mutants de l'espace, de Bill Plymthon | Rôle : L'homme du président.
- 2001 : Petit Potam, le film, de Christian Choquet.

#### Youtube
- Réunion de Virus, Rabah Bénachour. La planque.
- Les Refaisages, Fouad Benhamou.
- Les militaires, Marc-Edouard.